# 千葉優輝
千葉 優輝（ちば ゆうき、11月4日 - ）は、日本の男性声優。岩手県出身。オフィス薫所属。

## 来歴
声優を目指したきっかけは3歳、4歳の頃、港町に住んでいた時、商店にある小さいテレビを見て、「僕は将来ここに映る人になるんだろうなー」と思っていたという。
中学生の時に、いじめとSPEEDとGLAYが流行しており、学校に行かなくなった時期があったという。その時に色々なアニメを見ており、「あーこういうのいいな」とその頃から声優になろうと思ったという。
当時から「僕はここに映る人になる」という、そういう予感のようなのがあったという。
アミューズメントメディア総合学院声優学科卒業。
2010年12月までメディアフォースに所属していた。フリー期間を経て2011年7月よりオフィス薫所属。

## 人物
音域はテノール。
趣味はサッカー、F１、歴史、歌、映画鑑賞。特技はボールリフティング。
資格はサッカー審判資格4級、フットサル審判資格4級。

## 出演

### テレビアニメ
2006年
- 爆球Hit! クラッシュビーダマン（青年）

2007年
- レ・ミゼラブル 少女コゼット（ジョリー）

2008年
- BLEACH（世吉心太）

2011年
- テレビまんが 昭和物語

2013年
- 宇宙戦艦ヤマト2199（太田健二郎、検問の兵士、バラン星空域パイロット（通信）ヘルダー中佐の部下、砲術士、スヌーカパイロット、デウスーラ親衛隊）※2012年劇場先行公開

2014年
- のうりん（生徒）

### 劇場アニメ
- 鉄コン筋クリート（2006年）
- 宇宙戦艦ヤマト2199 星巡る方舟（2014年、太田健二郎[8]）

### ゲーム
2007年
- アガレスト戦記（キリク、キース）
- 翡翠の雫 緋色の欠片2（賀茂保典）

2008年
- アルカナハート2（ブリキのロボットさん）
- 神代學園幻光録 クル・ヌ・ギ・ア（望月航）

2009年
- 真・翡翠の雫 緋色の欠片2（賀茂保典）
- Starry☆Sky 〜in Spring〜

2010年
- 真・翡翠の雫 緋色の欠片2 ポータブル（賀茂保典）
- Starry☆Sky 〜in Spring〜 Portable

2017年
- スーパーロボット大戦V（太田健二郎）

### 吹き替え
- インディアン・サマー（暴走族の少年）
- 宮 -Love in Palace-（シン・チェジュン）
- Gスポット
- ズールー大戦争
- 潜入黒社会
- ディ・オブ・ザ・デシィジョン3（フォード）
- 花ざかりの君たちへ 〜花様少年少女〜（中央千里）
- BONES シーズン4（マイク・キャンベル）
- MAD MEN シーズン2
- やってないってば!（ローガン）

### ドラマCD
- 阿佐ヶ谷Zippy（霊）
- 幻獣降臨譚（カナート）
- THE IDOLM@STER ドラマCD Scene.5 EXTRA STAGE 1（マスコミ）
- 劇場版BLEACH The DiamondDust Rebellion もう一つの氷輪丸 ドラマCD 氷原に死す（辰吉）
- 翡翠の雫 緋色の欠片2 シリーズ（賀茂保典）
  - 翡翠の雫 緋色の欠片2 ドラマCD 惑わしの洞窟
  - 翡翠の雫 緋色の欠片2 ドラマCD Vol.2 幻魔の罠
  - 真・翡翠の雫 緋色の欠片2 ドラマCD 黄泉渡り

### 音楽CD
- 翡翠の雫 緋色の欠片2 キャラクターソングシリーズ Vol.3 「賀茂保典&高原エリカ」（賀茂保典）

### BLCD
- 〜学園エンペラー〜 愛してみやがれ!!（生徒C）
- 兄弟の事情（男子大学生）
- 恋からシリーズ5 恋の雪さわぎ（やくざ3、司会）
- 黒衣の公爵（侍従アレックス）
- こんな男は愛される（吉川）
- 三百年の恋の果て（村人A、秀誠の親族A、祥真の一族A）
- 是 -ZE- 2 玄間篇（子供時代の玄間）
- 花降楼シリーズ 4 婀娜めく華、手折られる罪（やくざ）
- 花降楼シリーズ 5 華園を遠く離れて〜弄花〜（舎弟A、色子）
- ビター・ヴァレンタイン（あゆみ）
- 美貌の挑発（トオル）
- メガネばくだん（吉井）
- 恋愛至難!（社員2、美容師、ウェイター）

### デジタルコミック
- 素直じゃないのはキミのせい（月島健吾[9]）
- そのキス間違ってます（鳴神倫[10]）

### 舞台
- 朗読劇「あなたを忘れない」（2020年10月23日 - 29日、Streaming+） - 男性 役（B・D公演）[11][12]